# Maharan Lala
Maharan Lala (hebr. מהראן לאלה ur. 7 marca 1982 w Isfiya) – izraelski piłkarz grający na pozycji napastnika. 

## Kariera klubowa
Karierę zaczynał w Hapoelu Hajfie. Występował w wielu klubach izraelskich. Obecnie gra w Hapoelu Tel Awiw. Swój debiutancki gol w Europejskich Pucharach strzelił w przegranym meczu z AS Saint-Étienne 18 września 2008 roku. Lala strzelił zwycięskiego gola w meczu Ligi Europy z Celtic Glasgow. W 2012 został piłkarzem Hapoelu Hajfa.
21 czerwca 2017 roku po meczu przeciwko Hapoel Kefar Sawa w jego organizmie wykryto niedozwolone substancje. 29 sierpnia 2017 roku federacja piłkarska Izraela zdecydowała o zawieszeniu zawodnika na dwa lata z jakiejkolwiek działalności związanej z piłką nożną.